# Desa Citalang (administrativ by i Indonesien, lat -6,54, long 107,47)
Desa Citalang är en administrativ by i Indonesien.   Den ligger i provinsen Jawa Barat, i den västra delen av landet, 80 km sydost om huvudstaden Jakarta.